# Ricchezza

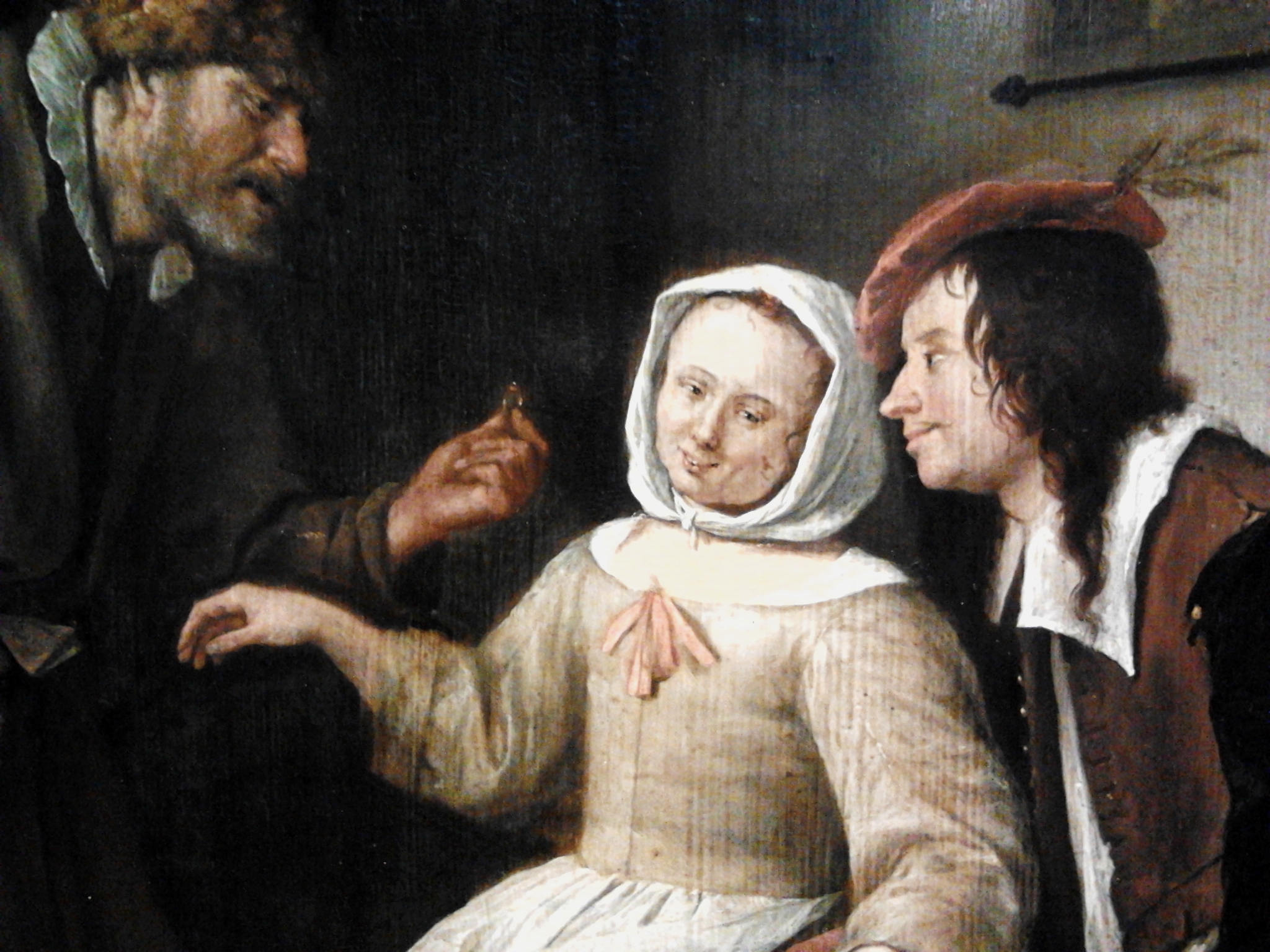
Jan Steen, Possibilità di scelta fra la ricchezza e la gioventù, particolare, 1661-1663 circa

La ricchezza, in senso economico, è la disponibilità di beni materiali e denaro. Misura  il benessere di un soggetto fisico (persone, famiglie etc.) o giuridico (società, impresa, Stato etc.) ed è un parametro in grado di stimare la quantità di beni tangibili e intangibili, nella piena disponibilità del soggetto, che abbiano valore di mercato e siano in grado di produrre reddito.
Il termine — originariamente significante il regnare, quindi il potere — è riferibile a ogni abbondanza, per esempio di virtù umane in una singola persona (ricchezza morale).

## Distribuzione della ricchezza nel mondo

Distribuzione della ricchezza globale, 2020

Nel suo rapporto sulla ricchezza del 2021 la società svizzera Credit Suisse ha suddiviso la popolazione mondiale adulta del 2020 in diverse fasce sulla base della ricchezza netta, analizzandone consistenza numerica e distribuzione geografica. 
- Il 55% degli adulti appartiene alla fascia che possiede meno di 10000 USD per adulto, la fascia più povera nello studio, e raccoglie l'1,3% della ricchezza mondiale appartenente ai nuclei familiari.
- Una fascia intermedia, con un patrimonio tra i 10000 e i 100000 dollari statunitensi per adulto (33414 dollari statunitensi in media, poco meno della metà della ricchezza media), include il 32,8% degli adulti e possiede il 13,7% della ricchezza mondiale. Il numero di persone in questa fascia è cresciuto dai 507000000 del 2000 all'1,7 miliardi del 2022, riflettendo la crescente prosperità delle economie emergenti e del mondo in via di sviluppo.
- L'11,1% ha una ricchezza superiore ai 100 000 USD e inferiore al milione, ricchezza complessiva pari al 39,1% di quella mondiale. Anche questa fascia è cresciuta nel corso del XXI secolo dai 208000000 ai 583000000 del 2022.
- La fascia con un patrimonio superiore a un milione di dollari statunitensi per adulto è rappresentata dallo 1,1% della popolazione adulta mondiale, che detiene il 45,8% della ricchezza complessiva (rispetto al 35% nel 2000). Tra gli adulti che rientrano in questa fascia, 4,5 milioni hanno un patrimonio tra i 5 e 10 milioni di USD, mentre altri 2,5 milioni superano quest'ultima soglia. Salendo, si stimano 215030 individui con un patrimonio netto superiore ai 50 milioni, 68010 superiore ai 100 e 5332 ai 500. Tra i detentori di un patrimonio superiore ai 50 milioni di dollari, il 55% vive negli Stati Uniti, seguiti, in ordine di consistenza, da: Cina, Germania, Regno Unito, Giappone, India, Francia, Canada, Italia e Svizzera.[3]

### Elenco 2019
Di seguito si elenacano i paesi a seconda della ricchezza media degli adulti, in USD. È inoltre indicata la mediana dei patrimoni degli adulti. Essa riflette anche le differenze all'interno di un paese. Questi dati, provenienti dagli studi della Credit Suisse, in parte sono stime.
| Posizione | Paese                            | Patrimonio medio delle persone adulte in USD (2019) | Mediana dei patrimoni in USD (2019) |
| --------- | -------------------------------- | --------------------------------------------------- | ----------------------------------- |
| 1         | Svizzera                         | 564653                                              | 227891                              |
| 2         | Hong Kong                        | 489258                                              | 146887                              |
| 3         | Stati Uniti                      | 432365                                              | 65904                               |
| 4         | Australia                        | 386058                                              | 181361                              |
| 5         | Islanda                          | 380868                                              | 165961                              |
| 6         | Lussemburgo                      | 358003                                              | 139789                              |
| 7         | Nuova Zelanda                    | 304124                                              | 116433                              |
| 8         | Singapore                        | 297873                                              | 96967                               |
| 9         | Canada                           | 294255                                              | 107004                              |
| 10        | Danimarca                        | 284022                                              | 58784                               |
| 11        | Regno Unito                      | 280049                                              | 97452                               |
| 12        | Paesi Bassi                      | 279077                                              | 31057                               |
| 13        | Francia                          | 276121                                              | 101942                              |
| 14        | Austria                          | 274919                                              | 94070                               |
| 15        | Irlanda                          | 272310                                              | 104842                              |
| 16        | Norvegia                         | 267348                                              | 70627                               |
| 17        | Svezia                           | 265260                                              | 41582                               |
| 18        | Belgio                           | 246135                                              | 117093                              |
| 19        | Giappone                         | 238104                                              | 110408                              |
| 20        | Italia                           | 234139                                              | 91889                               |
| 21        | Germania                         | 216654                                              | 35313                               |
| 22        | Taiwan                           | 210525                                              | 70191                               |
| 23        | Spagna                           | 207531                                              | 95360                               |
| 24        | Israele                          | 196568                                              | 58066                               |
| 25        | Finlandia                        | 183124                                              | 55532                               |
| 26        | Corea del Sud                    | 175015                                              | 72198                               |
| 27        | Qatar                            | 147745                                              | 69671                               |
| 28        | Malta                            | 143566                                              | 76016                               |
| 29        | Kuwait                           | 131269                                              | 46218                               |
| 30        | Portogallo                       | 131088                                              | 44025                               |
| 31        | Slovenia                         | 122508                                              | 50380                               |
| 32        | Emirati Arabi Uniti              | 117060                                              | 35315                               |
| 33        | Cipro                            | 116207                                              | 28803                               |
| 34        | Grecia                           | 96110                                               | 40000                               |
| 35        | Bahrein                          | 87108                                               | 30946                               |
| 36        | Estonia                          | 78458                                               | 24915                               |
| 37        | Bahamas                          | 76507                                               | 20129                               |
| 38        | Arabia Saudita                   | 67032                                               | 16599                               |
| 39        | Slovacchia                       | 66171                                               | 40432                               |
| 40        | Repubblica Ceca                  | 64663                                               | 20854                               |
| 41        | Barbados                         | 64658                                               | 20497                               |
| 42        | Croazia                          | 62804                                               | 29183                               |
| 43        | Lettonia                         | 60347                                               | 13348                               |
| 44        | Cina (Repubblica popolare)       | 58544                                               | 20964                               |
| 45        | Aruba                            | 58033                                               | 21750                               |
| 46        | Polonia                          | 57873                                               | 22600                               |
| 47        | Seychelles                       | 57835                                               | 22572                               |
| 48        | Cile                             | 56972                                               | 19231                               |
| 49        | Libano                           | 55226                                               | 12198                               |
| 50        | Montenegro                       | 53484                                               | 24242                               |
| 51        | Mauritius                        | 50796                                               | 20875                               |
| 52        | Lituania                         | 50254                                               | 22261                               |
| 53        | Tonga                            | 47889                                               | 19709                               |
| 54        | Grenada                          | 45272                                               | 12218                               |
| 55        | Brunei                           | 44541                                               | 13634                               |
| 56        | Ungheria                         | 44321                                               | 17666                               |
| 57        | Oman                             | 43291                                               | 14723                               |
| 58        | Romania                          | 43074                                               | 19582                               |
| 59        | Bulgaria                         | 42686                                               | 18948                               |
| 60        | Trinidad e Tobago                | 41094                                               | 14888                               |
| 61        | Panama                           | 39980                                               | 13259                               |
| 62        | Samoa                            | 37066                                               | 13286                               |
| 63        | Sta Lucia                        | 36586                                               | 13418                               |
| 64        | Costa Rica                       | 33683                                               | 11793                               |
| 65        | Dominica                         | 33306                                               | 9447                                |
| 66        | Messico                          | 31553                                               | 9944                                |
| 67        | Albania                          | 31366                                               | 14731                               |
| 68        | Malaysia                         | 31270                                               | 8940                                |
| 69        | Uruguay                          | 30320                                               | 11084                               |
| 70        | El Salvador                      | 29870                                               | 10148                               |
| 71        | Bosnia ed Erzegovina             | 27873                                               | 13037                               |
| 72        | Russia                           | 27381                                               | 3683                                |
| 73        | Giordania                        | 26475                                               | 10947                               |
| 74        | Kazakistan                       | 26317                                               | 6642                                |
| 75        | Serbia                           | 25046                                               | 10737                               |
| 76        | Antigua e Barbuda                | 24964                                               | 6961                                |
| 77        | Turchia                          | 24398                                               | 6568                                |
| 78        | Brasile                          | 23550                                               | 5031                                |
| 79        | Maldive                          | 23297                                               | 8555                                |
| 80        | Tailandia                        | 21853                                               | 3526                                |
| 81        | Sudafrica                        | 21380                                               | 6476                                |
| 82        | Giamaica                         | 20878                                               | 6798                                |
| 83        | Sri Lanka                        | 20628                                               | 8283                                |
| 84        | San Vincenzo e Grenadine         | 20088                                               | 5508                                |
| 85        | Armenia                          | 19517                                               | 8309                                |
| 86        | Libia                            | 19473                                               | 8330                                |
| 87        | Ecuador                          | 19144                                               | 6399                                |
| 88        | Perù                             | 17843                                               | 4989                                |
| 89        | Namibia                          | 17220                                               | 5502                                |
| 90        | Guinea Equatoriale               | 17023                                               | 5545                                |
| 91        | Bielorussia                      | 16590                                               | 1499                                |
| 92        | Iraq                             | 16540                                               | 7331                                |
| 93        | Colombia                         | 16411                                               | 5325                                |
| 94        | Turkmenistan                     | 15691                                               | 6974                                |
| 95        | Figi                             | 15598                                               | 6126                                |
| 96        | Egitto                           | 15395                                               | 4900                                |
| 97        | Gabon                            | 15113                                               | 6035                                |
| 98        | Vanuatu                          | 15090                                               | 6098                                |
| 99        | Botswana                         | 14684                                               | 4550                                |
| 100       | India                            | 14569                                               | 3042                                |
| 101       | Tunisia                          | 13853                                               | 5395                                |
| 102       | Iran                             | 13437                                               | 5254                                |
| 103       | Isole Salomone                   | 12933                                               | 5260                                |
| 104       | Marocco                          | 12929                                               | 4010                                |
| 105       | Moldavia                         | 12804                                               | 5855                                |
| 106       | Georgia                          | 12609                                               | 5226                                |
| 107       | Filippine                        | 12063                                               | 2663                                |
| 108       | Azerbaigian                      | 11865                                               | 5150                                |
| 109       | Paraguay                         | 11865                                               | 3887                                |
| 110       | Vietnam                          | 11712                                               | 3679                                |
| 111       | Bolivia                          | 11672                                               | 3843                                |
| 112       | Guyana                           | 11349                                               | 3829                                |
| 113       | Belize                           | 10864                                               | 3166                                |
| 114       | Indonesia                        | 10545                                               | 1977                                |
| 115       | Argentina                        | 10256                                               | 3164                                |
| 116       | Kenya                            | 9791                                                | 3553                                |
| 117       | Algeria                          | 9348                                                | 3267                                |
| 118       | Nicaragua                        | 9279                                                | 3005                                |
| 119       | Ucraina                          | 8792                                                | 1223                                |
| 120       | Laos                             | 6720                                                | 2002                                |
| 121       | Bangladesh                       | 6643                                                | 2787                                |
| 122       | Papua Nuova Guinea               | 6485                                                | 2120                                |
| 123       | Mongolia                         | 6135                                                | 2654                                |
| 124       | Suriname                         | 6089                                                | 1562                                |
| 125       | Kirghizistan                     | 5758                                                | 2412                                |
| 126       | Cambodia                         | 5395                                                | 2029                                |
| 127       | Comore                           | 5155                                                | 1679                                |
| 128       | Timor Est                        | 5143                                                | 2453                                |
| 129       | Yemen                            | 4926                                                | 1467                                |
| 130       | Nigeria                          | 4881                                                | 1249                                |
| 131       | Zimbabwe                         | 4734                                                | 1843                                |
| 132       | Ghana                            | 4292                                                | 1706                                |
| 133       | Senegal                          | 4265                                                | 1632                                |
| 134       | Eritrea                          | 4134                                                | 1910                                |
| 135       | Pakistan                         | 4096                                                | 1766                                |
| 136       | Nepal                            | 3870                                                | 1510                                |
| 137       | São Tomé e Príncipe              | 3654                                                | 1545                                |
| 138       | Angola                           | 3649                                                | 1370                                |
| 139       | Tagikistan                       | 3602                                                | 1589                                |
| 140       | Ruanda                           | 3435                                                | 1259                                |
| 141       | Birmania                         | 3323                                                | 1556                                |
| 142       | Etiopia                          | 3085                                                | 1360                                |
| 143       | Tanzania                         | 3069                                                | 1282                                |
| 144       | Gibuti                           | 2936                                                | 1120                                |
| 145       | Camerun                          | 2840                                                | 1036                                |
| 146       | Repubblica del Congo             | 2701                                                | 913                                 |
| 147       | Sambia                           | 2565                                                | 784                                 |
| 148       | Mauretania                       | 2397                                                | 976                                 |
| 149       | Guinea                           | 2185                                                | 802                                 |
| 150       | Siria                            | 2179                                                | 884                                 |
| 151       | Liberia                          | 2169                                                | 820                                 |
| 152       | Benin                            | 2166                                                | 845                                 |
| 153       | Gambia                           | 2141                                                | 693                                 |
| 154       | Mali                             | 1955                                                | 773                                 |
| 155       | Guinea-Bissau                    | 1647                                                | 655                                 |
| 156       | Madagascar                       | 1610                                                | 626                                 |
| 157       | Uganda                           | 1603                                                | 612                                 |
| 158       | Afghanistan                      | 1463                                                | 640                                 |
| 159       | Burkina Faso                     | 1440                                                | 589                                 |
| 160       | Malawi                           | 1313                                                | 468                                 |
| 161       | Lesotho                          | 1313                                                | 384                                 |
| 162       | Togo                             | 1241                                                | 469                                 |
| 163       | Ciad                             | 1167                                                | 435                                 |
| 164       | Niger                            | 1126                                                | 463                                 |
| 165       | Repubblica Democratica del Congo | 1084                                                | 382                                 |
| 166       | Mozambico                        | 880                                                 | 352                                 |
| 167       | Repubblica Centrafricana         | 749                                                 | 244                                 |
| 168       | Haiti                            | 723                                                 | 214                                 |
| 169       | Sierra Leone                     | 693                                                 | 278                                 |
| 170       | Burundi                          | 609                                                 | 250                                 |
| 171       | Sudan                            | 534                                                 | 218                                 |
|           | Mondo                            | 70849                                               | 7087                                |

## La ricchezza in Italia

### 2012-2014
Secondo un'indagine statistica effettuata dalla Banca d'Italia e pubblicata nel 2012, il valore medio della ricchezza netta delle famiglie italiane, considerando beni mobili e immobili — al valore di mercato medio sempre su base statistica —, risultava di 218000 euro: ma il 30% più povero delle famiglie italiane, con 7000 euro di ricchezza media, deteneva meno dell'1% della ricchezza complessiva, mentre il 5% più ricco deteneva mediamente un patrimonio netto di 1280000 euro, rappresentando più del 30% della ricchezza complessiva. Le famiglie benestanti, che controllavano il 45% circa della ricchezza italiana, disponevano in media di un patrimonio netto pari a 405000 euro. I dati dimostrano che in Italia la distribuzione della ricchezza è fortemente asimmetrica, fatto che si può constatare anche mediante il confronto tra il valore della media e quello della mediana (138000 euro).
Tra il 2012 e il 2014 la ricchezza media è diminuita dell'11% e il coefficiente di Gini della concentrazione della ricchezza netta è sceso di tre punti, arrivando a toccare il 61%. Ciò è dovuto soprattutto alla diminuzione del valore degli immobili posseduti dalle famiglie più ricche e la diminuzione dell'ammontare delle passività finanziarie, che ha causato un aumento del patrimonio delle famiglie al di sotto della mediana. La tabella che segue riporta i dati forniti dalla Banca d'Italia sulla ricchezza netta delle famiglie italiane nel 2014 e mostra, in percentuale, quante famiglie con una determinata caratteristica si collocano nelle dieci fasce di ricchezza netta (espresse in euro). Si consideri che le caratteristiche individuali, come l'età o il titolo di studio, sono riferite al "capofamiglia", inteso come il maggior percettore di reddito all'interno del nucleo famigliare.
| Capofamiglia             | Capofamiglia                   | <1 000 | 1 000-6 500 | 6 500-39 700 | 39 700-92 000 | 92 000-138 000 | 138 000-183 500 | 183 500-232 900 | 232 900-313 500 | 313 500-495 700 | >495 700 |
| Sesso                    | Maschi                         | 9,7    | 8,4         | 9,0          | 9,4           | 9,9            | 10,4            | 10,1            | 10,6            | 11,5            | 11,1     |
| Sesso                    | Femmine                        | 12,4   | 11,5        | 11,7         | 11,1          | 10,1           | 9,2             | 9,9             | 8,9             | 7,3             | 8,0      |
| Età                      | 0-34                           | 20,4   | 20,3        | 14,5         | 10,5          | 7,3            | 5,7             | 5,2             | 5,6             | 5,3             | 5,2      |
| Età                      | 35-44                          | 16,6   | 10,4        | 14,2         | 10,9          | 8,2            | 9,0             | 7,9             | 9,9             | 7,6             | 5,3      |
| Età                      | 45-54                          | 10,9   | 8,2         | 8,3          | 9,8           | 11,0           | 9,1             | 11,7            | 9,3             | 10,4            | 11,3     |
| Età                      | 55-64                          | 6,7    | 7,5         | 6,5          | 7,4           | 10,0           | 11,9            | 10,7            | 12,5            | 12,6            | 14,4     |
| Età                      | oltre 64                       | 6,7    | 7,8         | 9,3          | 10,8          | 11,0           | 11,3            | 11,0            | 10,4            | 10,9            | 10,7     |
| Titolo di studio         | Senza titolo                   | 20,2   | 11,5        | 15,0         | 26,1          | 12,1           | 7,0             | 4,0             | 2,7             | 0,8             | 0,7      |
| Titolo di studio         | Licenza elementare             | 11,4   | 10,2        | 10,2         | 11,9          | 12,5           | 13,2            | 11,8            | 7,3             | 7,2             | 4,3      |
| Titolo di studio         | Licenza media                  | 14,0   | 11,6        | 11,0         | 9,1           | 10,1           | 10,5            | 9,8             | 10,1            | 7,7             | 6,1      |
| Titolo di studio         | Diploma                        | 6,8    | 7,5         | 8,6          | 9,3           | 10,6           | 8,8             | 11,0            | 11,8            | 12,7            | 12,9     |
| Titolo di studio         | Laurea                         | 5,4    | 6,0         | 8,1          | 6,9           | 4,5            | 7,4             | 7,6             | 12,0            | 17,0            | 25,2     |
| Settore                  | Agricoltura                    | 13,3   | 7,5         | 6,7          | 10,7          | 6,2            | 12,9            | 4,1             | 11,3            | 8,9             | 18,3     |
| Settore                  | Industria                      | 8,7    | 10,7        | 11,2         | 11,7          | 10,0           | 10,9            | 10,5            | 8,0             | 9,2             | 9,0      |
| Settore                  | PA, servizi pubblici           | 5,2    | 7,5         | 11,8         | 6,6           | 12,1           | 9,4             | 10,6            | 11,9            | 11,8            | 13,0     |
| Settore                  | Altro                          | 12,9   | 11,8        | 11,1         | 9,9           | 8,3            | 8,1             | 9,1             | 10,1            | 9,6             | 9,2      |
| Settore                  | Nessuno                        | 11,0   | 8,2         | 8,5          | 10,5          | 10,8           | 11,1            | 10,7            | 9,8             | 9,9             | 9,5      |
| Condizione professionale | DIPENDENTE                     | 12,0   | 12,5        | 11,2         | 9,5           | 9,9            | 9,8             | 10,1            | 9,4             | 9,0             | 6,6      |
| Condizione professionale | Impiegato                      | 5,7    | 8,4         | 10,2         | 9,2           | 11,8           | 10,5            | 11,8            | 12,2            | 13,0            | 7,2      |
| Condizione professionale | Dirigente, direttivo           | 1,3    | 3,7         | 5,6          | 7,1           | 6,7            | 7,2             | 12,4            | 12,6            | 18,2            | 25,1     |
| Condizione professionale | Operaio                        | 18,9   | 17,4        | 13,0         | 10,2          | 9,1            | 9,8             | 8,4             | 6,7             | 4,2             | 2,4      |
| Condizione professionale | INDIPENDENTE                   | 3,4    | 1,3         | 10,9         | 10,0          | 7,1            | 6,0             | 6,7             | 13,3            | 14,3            | 27,0     |
| Condizione professionale | Imprenditore/L. professionista | 3,2    | 1,1         | 10,8         | 8,7           | 3,5            | 6,2             | 5,8             | 11,3            | 14,7            | 34,9     |
| Condizione professionale | Altri autonomi                 | 3,5    | 1,5         | 11,0         | 11,1          | 10,0           | 5,9             | 7,5             | 15,0            | 14,0            | 20,5     |
| Condizione professionale | NON OCCUPATO                   | 11,0   | 8,2         | 8,5          | 10,5          | 10,8           | 11,1            | 10,7            | 9,8             | 9,9             | 9,5      |
| Condizione professionale | Pensionato                     | 6,8    | 7,4         | 8,9          | 10,7          | 11,1           | 11,9            | 11,6            | 10,9            | 10,7            | 10,0     |
| Condizione professionale | Altri non occupati             | 39,6   | 13,4        | 5,8          | 9,4           | 8,6            | 6,0             | 4,3             | 2,7             | 4,4             | 5,8      |
| Area geografica          | Nord                           | 9,4    | 9,8         | 10,5         | 7,6           | 8,5            | 9,3             | 10,8            | 10,6            | 10,9            | 12,5     |
| Area geografica          | Centro                         | 9,1    | 7,9         | 7,9          | 7,7           | 8,1            | 10,4            | 10,8            | 13,1            | 13,8            | 11,2     |
| Area geografica          | Sud e Isole                    | 13,3   | 9,8         | 10,4         | 15,0          | 13,3           | 10,8            | 8,4             | 7,2             | 6,2             | 5,5      |

### 2023
Nei primi tre mesi del 2023, in concomitanza con il perdurare della crisi economica mondiale, famiglie e imprese italiane hanno eroso circa 50 miliardi della liquidità sui depositi bancari:
Già dai primi mesi del 2022, il carovita e l'inflazione non solo hanno invertito la tendenza al risparmio delle famiglie, pressoché prossima allo zero nei primi cinque mesi (in media pari allo 0,2% da gennaio a maggio) e con tassi di decrescita crescenti nel restante semestre, ma hanno dunque cominciato a erodere le riserve accumulate dal sistema produttivo italiano (per una percentuale pari all'1,4% ovvero 4,4 miliardi di euro), privo ormai di risorse finanziarie da devolvere agli investimenti. Federazione autonoma bancari italiani

## Ricchezza e religione
Diverso è l'approccio delle maggiori religioni alla ricchezza. Per il Cristianesimo è una condizione che conduce alla perdizione: celebre è il passo in Mt 19:24 o Lc 18:25. Per le religioni indiane, come l'induismo, nascere benestante è una ricompensa per i meriti nelle vite precedenti. Per questa ragione in India l'ostentazione della ricchezza è un fatto accettabile, mentre nei paesi cristiani è riprovevole. In entrambi i casi è comunque importante l'elemosina per poter accedere alla ricompensa dopo la morte.